# Hermione Lee
Dame Hermione Lee (Winchester, 29 febbraio 1948) è una biografa e critica letteraria britannica.

## Biografia
Nata a Winchester, Hermione Lee ha svolto i primi studi al Lycée Français Charles de Gaulle, alla City of London School for Girls e al Queen's College. Nel 1968 ha ottenuto la laurea triennale in letteratura inglese al St Hilda's College dell'Università di Oxford, mentre nel 1970 ha conseguito la laurea magistrale al St Cross College. Successivamente ha insegnato al College di William e Mary, all'Università di Liverpool e all'Università di York del 1977 al 1998. Dal 1998 insegna letteratura inglese al New College di Oxford e dal 2008 al 2017 è stata preside del Wolfson College.
Nel corso della sua carriera ha pubblicato saggi e monografie su una grande varietà di argomenti, specializzandosi in letteratura americana, letteratura scritta da donne e modernismo. Particolarmente noti sono i suoi studi su Elizabeth Bowen (1981) e Philip Roth (1982). Tuttavia, è nota al grande pubblico per il suo lavoro da biografa, ottenendo un grande successo nel 1996 per la sua biografia su Virginia Woolf. Nel 2015 ha vinto il James Tait Black Memorial Prize per la sua biografia su Penelope Fitzgerald, mentre nel 2020 ha scritto una biografia sul drammaturgo Tom Stoppard.

## Opere
- The Novels of Virginia Woolf (1977)
- Elizabeth Bowen: An Estimation (1981)
- Philip Roth (1982)
- Willa Cather: Double Lives (1989)
- Virginia Woolf (1996)
- Body Parts: Essays on Life-Writing (2002)
- Virginia Woolf's Nose: Essays on Biography (2005)
- Edith Wharton (2007)
- Biography: A Very Short Introduction (2009)
- Penelope Fitzgerald: A Life (2013)
- Tom Stoppard: A Life (2020)